# Luis Prados Fernández
Luis Prados Fernandez "Litri II" (Madrid, 6 de diciembre de 1902-Ibídem, 8 de septiembre de 1959) fue un novillero español que durante la Guerra Civil Española mandó la 96.ª Brigada Mixta del Ejército Popular de la República.  

## Biografía

### Novillero profesional
Siendo niño ya sintió vocación por el mundo del toro, pues a los 13 años empezó a hacer de muletilla en capeas y novilladas. En 1927 ya era novillero profesional, actuando entre ese año y 1936 en diversas plazas de Madrid, Barcelona y Salamanca. Eligió el sobrenombre de Litri II, se supone que por su admiración hacia Manuel Báez el Litri, fallecido en 1926. En 1936 pertenecía a la junta directiva de la Asociación de Matadores de Toros y Novillos.  

### Guerra civil
Al estallar la Guerra Civil en julio de ese año se puso al frente de una agrupación de milicianos toreros que quedaron encuadrados en el famoso Quinto Regimiento. En algunas publicaciones aparece citado este grupo con el nombre de «Milicias Taurinas». En aquellos momentos se afilió al Partido Comunista. El 12 de agosto de 1936 obtuvo el grado de teniente de milicias por sus méritos en campaña en el frente de Somosierra, participando después en los combates de la Casa de Campo (Madrid). 
En otoño de ese año se creó la 22.ª Brigada Mixta, mandada por Francisco Galán y a ella se incorporaron Litri II y sus hombres, en la cual pasó a mandar un batallón. En junio de 1937 se creó a su vez la 96.ª Brigada Mixta que fue destinada al frente de Teruel, y Prados fue elegido como jefe de la misma con el grado de mayor (comandante) de milicias. Con esta brigada combatió Litri en los sectores turolenses de Albarracín, Bueñas, Alfambra, Teruel, sierras de El Pobo y de Gúdar, Valbona y finalmente en la sierra de Javalambre, donde les llegó el final de la guerra a finales de marzo de 1939. Litri II y otros mandos de la 96.ª Brigada fueron capturados cuando se dirigían hacia Cartagena para intentar embarcarse y marchar al exilio. Estuvo encarcelado en diversas prisiones de las provincias de Murcia, Madrid y Teruel. Fue juzgado por un consejo de guerra y condenado en un principio a 30 años de reclusión por delito de rebelión militar, pero la pena le fue conmutada por la de 20 años. No obstante, solo estuvo preso cuatro años, pues fue puesto en libertad condicional en agosto de 1943.

### Postguerra
Al recobrar la libertad Luis Prados volvió a su profesión como novillero, pero sin el protagonismo que tuvo antes de la guerra, alternando sus actuaciones con el negocio de dos bares que regentaba en Madrid: uno era el bar Casa «Litri», en le Paseo de las Delicias y el otro, el bar «El Alcachofo», en la calle Francisco Silvela. Falleció en la capital de España a los 56 años de edad.  